# Espace naturel du Nord
Cet article fait partie d’une série d’articles sur les sites naturels de France et la conservation de la nature. 
Le Conservatoire d'espaces naturels du Nord et du Pas-de-Calais, ainsi que les services départementaux réalisent la gestion et l'ouverture au public de la plupart des sites naturels remarquables ou sensibles, dans le cadre de la politique départementale du Conseil général du Nord et régionale du conseil régional du Nord-Pas-de-Calais.

## Liste des sites naturels

### Réserve naturelle
Nationale :
- Dune Marchand (RNN19)
- Étangs du Romelaëre (RNN168)

Régionale :
- Annelles, Lains et Pont Pinnet (RNR222)
- Bois d'Encade (RNR169)
- Carrière des Nerviens (RNR200)
- Escaut-rivière (RNR236)
- Le Héron (RNR120)
- Marais de Wagnonville (RNR23)
- Mont de Baives (RNR121)
- Pantegnies (RNR263)
- Prairies du Schoubrouck (RNR252)
- Prairies du val de Sambre (RNR254)
- Pré des Nonnettes (RNR22)
- Tourbière de Vred (RNR21)
- Vallon de la Petite Becque (RNR122)

Projets de Réserves Naturelles Régionales (procédure de classement en cours) :
- Réserve naturelle du Jardin écologique du Vieux-Lille (RNR167)
- Réserve naturelle régionale des Prairies et Bois Chenu (à Proville)

### Parc naturel
- Parc naturel régional Scarpe-Escaut
- Parc naturel régional de l'Avesnois

### Autre site
Recensement des Espaces naturels sensibles du Département du Nord
autres que les Parcs et réserves naturelles…
- Les Dunes de Flandres : la Dune fossile de Ghyvelde, les Dunes du Perroquet et la Dune Dewulf
- Le Lac Bleu
- l'Argilière de l'Aa
- Le Marais de Booneghem
- Le Mont des Cats
- Le Parc Marguerite Yourcenar
- Le Parc de la Deûle
- Le Bois de l'Hermitage
- Le Bois du Mont Noir
- Le Bois de Noyelle
- Le Bois D'Infière
- Le Marais de la Marque
- Le site ornithologique des Cinq-Tailles
- Le Bois de l'Emolière
- Le Bois du Court Digeau
- Le Bois de l'Aumône
- Le Bois de Montigny
- Le Terril Sainte-Marie
- La Carrière des Plombs
- La Carrière des Peupliers
- Le Terril de Germignies
- L'Etang des Nonnettes
- La Grande Tourbière de Marchiennes
- La Roselière des Fiantons
- Le Terril des Argales
- L'Etang d'Amaury
- Le Site de Chabaud-Latour
- Le Bois de Lécluse
- Le Marais d'Arieux
- Le Parc de l'Abbaye de Liessies
- Le Bois de Nostrimont